# Cratere (vaso)
(Odissea I, 110)

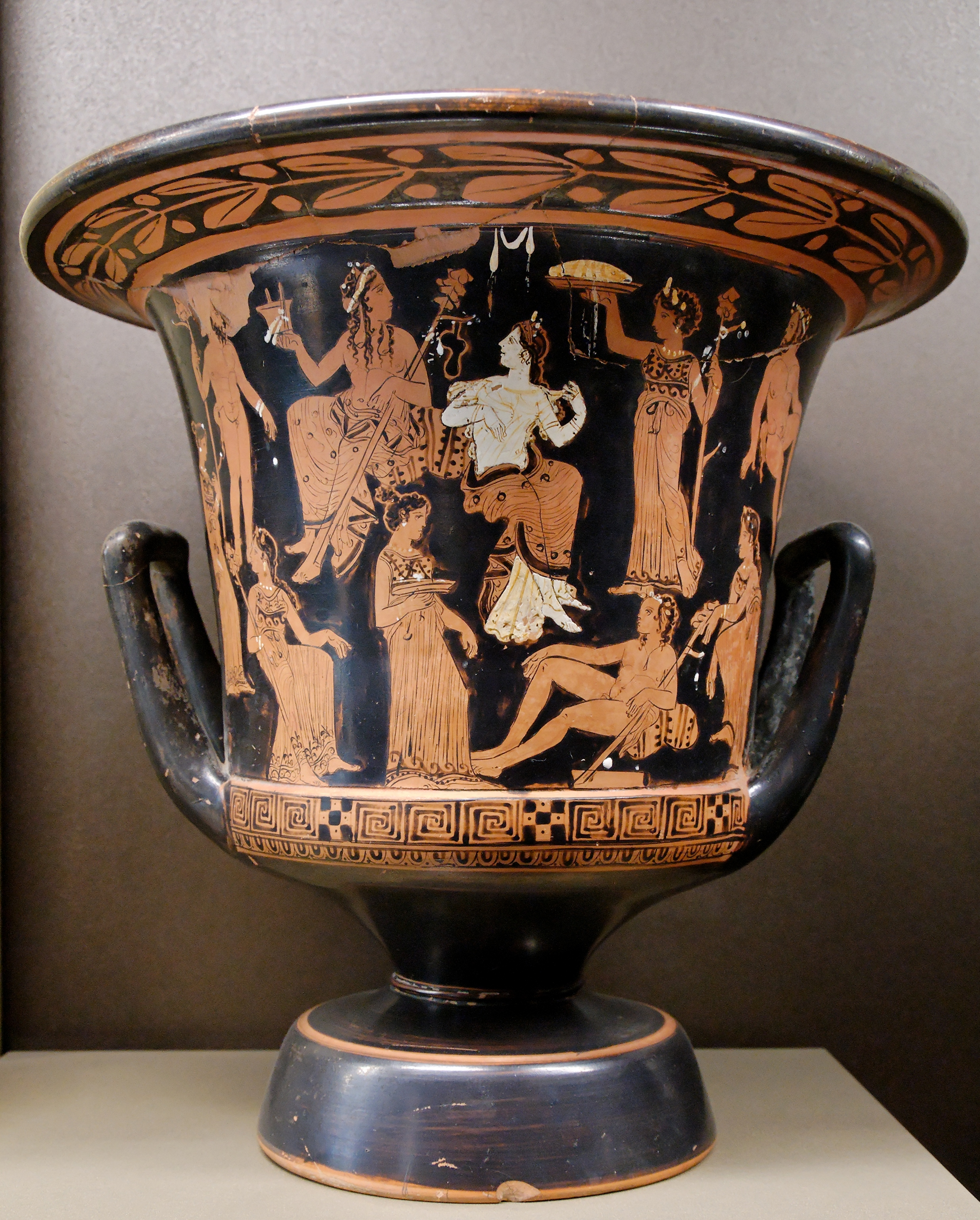
Cratere a calice

Il cratere (κρατήρ, plurale κρατῆρες, kratḕres; dal verbo greco κεράννυμι kerànnymi, "mischiare") era un grande vaso utilizzato per mescolare vino e acqua nel simposio greco. Nel corso del banchetto i crateri venivano posti al centro della stanza e venivano riempiti di vino, a cui veniva aggiunta acqua per diluirlo ed abbassare il contenuto alcolico. La distinzione che si effettua tra il lebes o dinos a fondo tondeggiante e il cratere dotato di piede è una convenzione moderna.

## Descrizione
Presenta un corpo tondeggiante, con corte anse per il trasporto e una larga imboccatura. Se ne conoscono numerose varianti. Le forme più antiche presentano forma simile allo skyphos, una coppa per bere, e sono conosciute già in epoca micenea. In epoca protogeometrica le anse si impostavano sul ventre; nella forma diffusa durante il periodo geometrico il corpo si ergeva talvolta su di un piedistallo svasato e le anse potevano collegarsi all'orlo. Nel tardo geometrico e nel protoattico il corpo si allungava e stringeva assumendo una forma ad uovo; inoltre, nei grandi crateri funerari del tardo geometrico si aggiungeva un collo che allontanava le anse dall'orlo del vaso. Una forma particolare inventata ad Atene e diffusa nella seconda metà del VII secolo a.C. era lo skyphos-krater o kotyle-krater, dotato di alto piedistallo svasato e coperchio (esemplari celebri sono quelli rinvenuti a Vari).

## Sottoforme
| Immagine | Nome                          | Descrizione |
| -------- | ----------------------------- | --- |
|          | Cratere a colonnette (kelébe) | Inventato a Corinto nell'ultimo quarto del VII secolo a.C., si sviluppa dal cratere geometrico e sembra fosse conosciuto in antichità come cratere corinzio; ha corpo di forma globulare, corto piede a doppio gradino, largo collo e orlo piatto e sporgente. Le anse, la cui forma ha dato il nome al tipo, sono costituite da due elementi cilindrici verticali che partono dal corpo e si uniscono superiormente alla sporgenza sagomata dell'orlo, senza superarla in altezza. Era particolarmente comune nel periodo delle figure nere.                                                                |
|          | Cratere a volute              | Forse originato nel VII secolo a.C. da modelli bronzei peloponnesiaci fu adottato dai ceramisti attici tra il 570 a.C. e il IV secolo a.C. e fu particolarmente apprezzato nel periodo delle figure rosse. A forma di anfora con corto piede e ampio collo svasato e distinto dalla spalla, il cratere a volute si caratterizza per le anse che, impostate orizzontalmente sulla spalla, proseguono verticalmente oltrepassando l'orlo e assumendo una forma a voluta. Un esempio celebre è il vaso François. Si parla anche di cratere a mascheroni, quando nelle anse sono inserite appunto delle testine. |
|          | Cratere a calice (calyx)      | Si diffonde a partire dalla seconda metà del VI secolo a.C., l'esemplare più antico conosciuto appartiene ad Exekias (Atene, Agorà AP1044) che si pensa sia l'inventore della forma, ma diviene comune nel periodo delle figure rosse. Presenta un corpo alto e svasato, talvolta a profilo convesso come il calice di un fiore, le piccole anse, leggermente oblique, sono impostate nella parte inferiore del corpo. Il piede è allungato e a doppio gradino. |
|          | Cratere a campana             | È una variante che ha origine nel periodo delle figure rosse, all'inizio del V secolo a.C.; si presenta con forma di campana rovesciata e con orlo svasato, rialzato su un piede con corto stelo e ha due piccole anse orizzontali nella parte superiore del corpo. |